# Wosso
 (juin 2023).
Si vous disposez d'ouvrages ou d'articles de référence ou si vous connaissez des sites web de qualité traitant du thème abordé ici, merci de compléter l'article en donnant les références utiles à sa vérifiabilité et en les liant à la section « Notes et références ».
Wosso ou Wasso (ou encore Owosso) est un chef ojibwé du clan des Shiawassee.  
Wosso a été en 1819 un des signataires du traité de Saginaw qui a cédé 24 000 km2 au gouvernement américain dans la partie centrale du Michigan. Il a également signé en 1837 le traité de Détroit qui a cédé au gouvernement américain la plus grande partie de sud-est du Michigan et du nord ouest de l'Ohio. 
La ville de Owosso dans le Michigan porte son nom.